# Tour T1
A Tour T1 egy felhőkarcoló a párizsi La Défense üzleti központban. Courbevoie önkormányzathoz tartozik. A 185 méter magas épület 2005-2008 között épült fel a GDF Suez francia vállalat számára.

## Külső hivatkozások
- Hivatalos honlap